# Embraced (album)
Albums par Mary Lou Williams
Live at the Cookery
(1976) My Mama Pinned a Rose on Me
(1977)
Albums par Cecil Taylor
Nachricht vom Lande
(1976) Cecil Taylor Unit
(1978)
Embraced est un album en duo des pianistes de jazz Mary Lou Williams et Cecil Taylor. Enregistré au Carnegie Hall en 1977, il est publié par Pablo live en 1978.

## À propos de l'album

### Contexte
Les deux musiciens se sont croisés une première fois en 1951, quand Cecil Taylor, encore étudiant, est venu écouter Mary Lou Williams jouer au Savoy Club de Boston. Williams lui rend la faveur presque vingt ans après, en écoutant Taylor jouer au Ronnie Scott à Londres en 1969.
Bien qu'elle ait elle-même été fréquemment à l'avant-garde (elle a joué « free » et en dehors de l'harmonie tonale, notamment sur A Fungus A Mungus en 1962-1963), Williams est très critique envers l'avant-garde suivant l'apparition du free jazz, qu'elle considère comme pleine « de haine, d'amertume, d'hystérie, de magie noire, de confusion, d'insatisfaction, d'études vides, d'exercices de compositeurs européens […] » Pourtant, à l'instar de la musique du dernier John Coltrane, la musique de Taylor lui parle, notamment parce qu'elle y entend des racines issues de la tradition du jazz. En 1975, Williams joue au Cookery, et Taylor vient régulièrement l'écouter jouer. Elle lui propose alors de faire un concert en duo qui serait l'occasion de réconcilier les deux écoles. Le concert, pour lequel Taylor propose « Embraced » [étreints] comme titre, est prévu pour le 17 avril 1977 au Carnegie Hall. Avec l'aide de son manager, le père Peter O'Brien, Williams finance et promeut le concert à hauteur de 16 000 $, soit presque toutes ses économies.

### Le concert
Le concert doit se diviser en deux parties : la première est le programme d'histoire du jazz que Williams joue régulièrement à l'époque, la seconde partie doit se concentrer sur la musique de Taylor. L'attente de la rencontre est forte, certains critiques sont impatients de voir ce que donnera cette rencontre au sommet, même si certains redoutent un fiasco.
Mais les 10 jours de répétitions se passent mal. Taylor, grippé, refuse de jouer les arrangements de spirituals que Williams a écrits. Pour Williams, le partage est équitable, mais comme Taylor l'explique à un journaliste avant le concert : « [Williams] voulait que je joue sa musique, mais elle a refusé de jouer la mienne comme je l'entendais. » De plus, Taylor est furieux que Williams ai arrangé un enregistrement en vue de faire un disque sans le consulter, et qu'elle ait ramené sa section rythmique sans le prévenir. En effet, Williams, paniquée la veille du concert, a appelé ses amis Bob Cranshaw (contrebasse) et Mickey Roker (batterie) dans le but qu'ils canalisent Taylor. Les deux musiciens, issus de la tradition du bebop, ne sont pas friands de la musique de Taylor, et ce dernier se sent piégé.
Le concert est une catastrophe, et en coulisses l'ambiance est très tendue. Williams joue des compositions tonales et swingantes, marquées par les spirituals, le gospel ou le blues, et Taylor y superpose des « textures rubato, hors de toute mesure, déployant des clusters modaux et post-modaux ». Williams semble ignorer totalement ce que Taylor joue, qui fait pourtant écho à certains éléments des compositions (gammes, progressions harmoniques) même si son jeu rythmique est à l'opposé de celui de Williams. Sur le blues lent et introspectif The Blues Never Left Me, « Williams semble sereine et imperturbable, Taylor s'oppose à elle bruyamment, peut-être même jusqu'à être délibérément impoli. »
Williams en sortira blessée et choquée par l'attitude de Taylor, même si elle le gardera bien de l'admettre publiquement. Elle pense que Taylor ne s'est pas intéressé à ses morceaux, et qu'il l'a empêché de prendre sa place dans leur duo. Elle lui écrira une lettre deux ans plus tard pour lui faire part de sa déception.
Taylor, de son côté, explique : « [Williams] avait en tête une idée précise de ce qu'elle voulait faire, et pour moi… elle n'a jamais vraiment compris comment je voyais… la musique. »

### Réception critique
Pour la plupart des critiques, le concert, qui s'est joué devant une salle à moitié vide, est un échec. Pour John S. Wilson (The New York Times), « les deux pianistes ont passé la soirée séparés par la longueur de deux piano et par des approches musicales totalement différentes. […] Le résultat est au mieux une lutte acharnée, dans laquelle Taylor a eu le dessus. ». Pour Hollie I. West (The Washington Post), « par moments, on les aurait cru sur deux planètes différentes. » La baronne Pannonica de Koenigswarter, amie de Williams, lui écrit après le concert : « Au lieu d'une “étreinte” [traduction du titre de l'album], ça ressemblait à une lutte entre le paradis et l'enfer, avec le paradis [Williams] sortant triomphant en pleine gloire !!! » Pour Scott Yanow (All Music), les deux musiciens donnent l'impression de jouer sans s'écouter, et le résultat est « un bordel sans nom, presque impossible à écouter. »

## Publication en disque
La plupart de ce qui a été joué sur scène figure sur le disque. Il semble que Mary Lou Williams ait joué en solo deux « encores » inédits, un blues et A Night in Tunisia.
| No  | Titre                                   | Musique                   | Durée |
| --- | --------------------------------------- | ------------------------- | ----- |
| A1. | The Lord Is Heavy (A Spiritual)         | Mary Lou Williams         | 6:06  |
| A2. | Fandangle (Ragtime)                     | Mary Lou Williams         | 1:19  |
| A3. | The Blues Never Left Me                 | Mary Lou Williams         | 4:58  |
| A4. | K.C. 12th Street (Kansas City Swing)    | Mary Lou Williams         | 11:58 |
| B1. | Good Ole Boogie                         | Mary Lou Williams         | 5:00  |
| B2. | Basic Chords (Bop Changes On The Blues) | Mary Lou Williams         | 8:00  |
| C1. | Ayizan                                  | Cecil Taylor              | 14:26 |
| D1. | Chorus Sud                              | Cecil Taylor              | 9:14  |
| D2. | Back To The Blues                       | Mary Lou Williams         | 14:32 |
| D3. | I Can't Get Started                     | Vernon Duke, Ira Gershwin | 3:58  |

## Musiciens
- Mary Lou Williams et Cecil Taylor : piano
- Bob Cranshaw : contrebasse
- Mickey Roker : batterie